# Szkło hialitowe

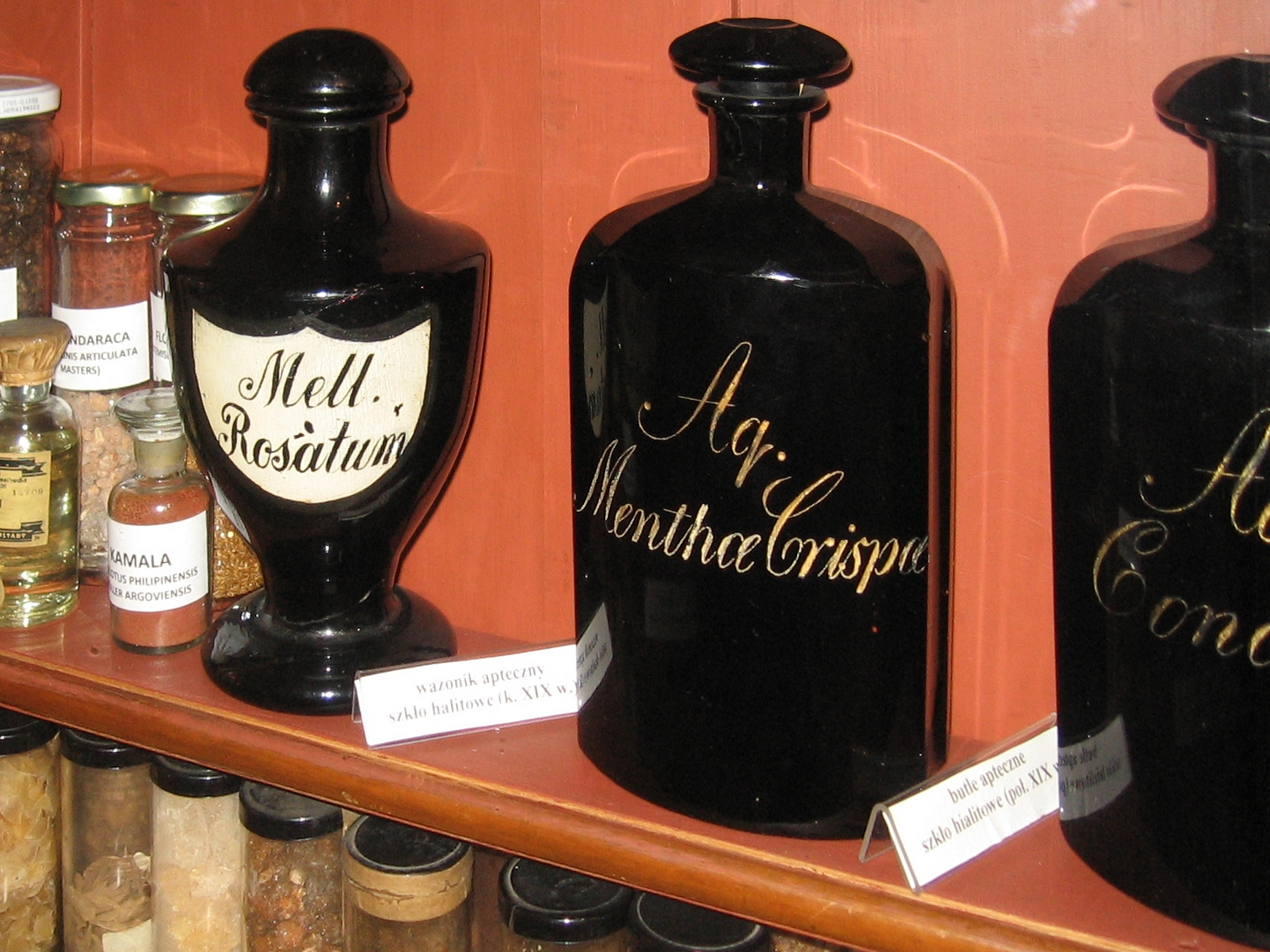
Wazonik i butelki apteczne ze szkła hialitowego z XIX wieku ze zbiorów Muzeum Farmacji w Poznaniu

Szkło hialitowe – rodzaj szkła. Cechą charakterystyczną szkła hialitowego jest jego czarna lub czerwona barwa i brak przezroczystości. 
Jego wynalazcą był Georges Bouquoy, znany również jako Jiří Buquoy – arystokrata czeski mający wykształcenie matematyczno-przyrodnicze. W 1817 i 1819 roku technika produkcji tego szkła została przez niego opatentowana. Szkło to produkowane było w latach 1820-1830 w należących do Georges'a Bouquoy hutach szkła, które znajdowały się w południowych Czechach.
W epoce popularności stylu biedermeier wyroby produkowane z tego szkła były bardzo poszukiwane i cenione. Były to przede wszystkim przedmioty dekoracyjne takie jak: wazony, flakony czy pucharki, choć produkowano zeń również drobne przedmioty użytkowe: szklanki, talerzyki, filiżanki, czy nawet całe serwisy. 
Wyroby ze szkła hialitowego zazwyczaj ozdabiane były poprzez szlifowanie i złocenie. Była to zarówno ornamentyka abstrakcyjna, jak i przedstawienia figuralne wzorowane na motywach dalekowschodnich (chinoiserie).